# Ассорти от шуриков
Шурики, Ассорти от Шуриков — ижевский юмористический видеожурнал на канале Моя Удмуртия. В данное время, основу для видеожурнала составляют сценарии, присланные зрителями передачи. Программа «Шурики» сотрудничала с такими известными на пост-советском пространстве передачами, как Комик-труппа «Маски» и «Сам себе режиссёр». Передача выходит на русском языке, два раза в неделю (один раз в повторе).
Жанр — развлекательная программа.

## Участники
Над программой работают:
Режиссёр-постановщик — Юрий Широбоков;
Оператор-постановщик — Сергей Федоров;
Актёры — Юрий Широбоков, Александр Додин, Сергей Широбоков, Лариса Баженова, Людмила Князева, Марина Щеклеина, 

### Вещание
На сегодняшний день вещание передачи «Ассорти от Шуриков» осуществляет ТРК Моя Удмуртия.
«Шурики» впервые вышли в эфир в 1991 году. Начиналась программа с любительских съемок, и только спустя четыре года вдохновитель и организатор "Шуриков" Юрий Широбоков собрал творческую группу на профессиональной основе. Первый выход в эфир состоялся 8 февраля 1995 года. За 10 лет снято 28 комикс-фильмов и сотни короткометражных комиксов. В съемках участвовало 68 человек.

## Награды
«Шурики» награждены множеством призов и наград, среди которых
- Гран-при Всероссийского фестиваля «Вся Россия» (2000 г.)*
- первое место на Ялтинском Международном телекинофоруме «Вместе» (2001 г.)
- дипломы на Евразийском телефоруме (2002, 2004 гг.)
- Приз победителя «Золотой бриллиант» в номинации «Лучший режиссёр» за фильм «Огни небольшого города» на Международном телевизионном конкурсе «Лучшие программы Содружества» в городе Алматы
- золотая статуэтка Всероссийского конкурса «ТЭФИ-регион-2006» за фильм «Назад в будущее»; награду из рук академиков телеискусства получил автор и режиссёр фильма — Юрий Широбоков

## Заставка
Музыкальной заставкой к программе служит песня «Шурики ша-ла-ла»